# Isola Griffith (Windmill)
L'isola Griffith (in inglese Griffith Island) è una piccola isola antartica facente parte dell'arcipelago Windmill.
Localizzata ad una latitudine di 66° 20 ' sud e ad una longitudine di 110°29' est, l'isola è stata mappata per la prima volta mediante ricognizione aerea durante l'operazione Highjump e l'operazione Windmill, negli anni 1947-1948. È stata intitolata dalla US-ACAN Russell B. Griffith membro del team della stazione Wilkes dell'anno 1958.